# ادی هلندز
ادی هلندز (انگلیسی: Eddy Hollands؛ زادهٔ ۶ ژانویه ۱۹۷۳) دوچرخه‌سوار اهل استرالیا است.
وی در مسابقات کشوری و بین‌المللی در مجموع برندهٔ ۱ مدال نقره، ۱ مدال برنز شده‌است.